# Gare de Toulon
Gare de Toulon – stacja kolejowa w Tulon, w regionie Prowansja-Alpy-Lazurowe Wybrzeże, we Francji. Znajdują się tu 3 perony.